# Torre Roya (Tudela)
La Torre Roya era una atalaya de Tudela (Navarra), también conocida como Torre Voya, que se situaba en el camino de Alfaro frente a la también desaparecida Ermita de Nuestra Señora de Mismanos.

## Historia y cronología de construcción
Ha sido tradicionalmente considerada de época musulmana, tal vez construida en el siglo IX con la fortificación de Tudela de Amrùs ben Yusuf. No obstante, últimamente se tiende a considerar que tiene un origen cristiano, probablemente del siglo XIII. Las ruinas de esta atalaya han sido localizadas en unas excavaciones realizadas recientemente.